# Emiliano Basabe
Emiliano Basabe (Necochea, provincia de Buenos Aires, Argentina, 2 de julio de 1992) es un baloncestista argentino que se desempeña como alero en Unión de Santa Fe de la Liga Nacional de Básquet. de Argentina.

## Trayectoria

### Inicios
Empezó a jugar al básquetbol a las 9 años en el CEF N.º17 de la localidad de La Dulce y pasó con 12 años a Rivadavia de Necochea. Al cumplir 14 se incorporó al club necochense Villa del Parque y un año después se instaló en Mar del Plata, jugando en Kimberley. Disputó el Provincial de Selecciones con Tandil en infantiles y con Mar del Plata en cadetes. Además integró el seleccionado juvenil de la Provincia de Buenos Aires. 
Al promediar los 18 años desembarcó en el club Alma Juniors, de la localidad santafesina de Esperanza. Con ese equipo se consagraría dos veces como campeón provincial juvenil y haría su debut en el Torneo Federal de Básquetbol.

### Sarmiento de Resistencia
Basabe fue cedido por Alma Juniors a Sarmiento de Resistencia para disputar la temporada 2012-13 del Torneo Nacional de Ascenso, la segunda categoría del baloncesto profesional argentino.

### Argentino de Junín
El 4 de agosto del 2013 se confirmó su llegada a Argentino de Junín tras largas negociaciones. Ocupó una de las fichas U23 del equipo de cara a la temporada 2013-14. Finalizó el campeonato con los siguientes promedios: 16 minutos de juego, 3.7 puntos -60.8 % de zona 2, 30% de zona 3, 60% de zona 1-, y 3.6 rebotes en 53 partidos. Renovó su contrato con la institución juninense el 22 de junio del 2014 por dos temporadas más, la 2014-15 y la 2015-16. En la temporada 2016-17 tuvo promedios consistentes con 9.3 puntos, 5.6 rebotes, 2.1 asistencias y 1.2 robos por encuentro en 56 partidos con media de 29.5 minutos en cancha.

### Quilmes
El 10 de julio del 2017 Basabe firmó un contrato con Quilmes de cara a la temporada 2017-18 de la Liga Nacional de Básquet. Si bien Ferro también se mostró interesado en ficharlo, el jugador se terminó por inclinar por los marplatenses dado que en el plantel estaba Iván Basualdo, amigo personal suyo. Fichó por dos años con opción a renovar por un tercero.

### Olímpico
Tras un fugaz paso por el Club Deportivo Valdivia de la Liga Nacional de Básquetbol de Chile, Basabe fichó por un año con Olímpico de La Banda a fines de octubre de 2018. Al finalizar la temporada promedió 7.8 puntos y 4.8 rebotes en 50 partidos con el club santiagueño. 

### San Martín de Corrientes
Basabe se incorporó a San Martín de Corrientes en 2019. Actuó durante cuatro temporada en el club correntino.

### Quimsa
En 2023 se unió a Quimsa, club con el que se consagraría campeón de la Supercopa de La Liga de 2023 y de la Copa Súper 20 de 2024.

### Unión de Santa Fe
En agosto de 2025 fue anunciado como nuevo jugador de Unión de Santa Fe.

### Clubes
| Club                     | País      | Año           |
| ------------------------ | --------- | ------------- |
| Alma Juniors             | Argentina | 2011 - 2012   |
| Sarmiento de Resistencia | Argentina | 2012 - 2013   |
| Argentino de Junín       | Argentina | 2013 - 2017   |
| Quilmes                  | Argentina | 2017 - 2018   |
| Deportivo Valdivia       | Chile     | 2018          |
| Olímpico                 | Argentina | 2018-2019     |
| San Martín de Corrientes | Argentina | 2019-2023     |
| Quimsa                   | Argentina | 2023-2025     |
| Unión de Santa Fe        | Argentina | 2025-presente |

## Selección nacional

### Argentina
Basabe fue miembro del seleccionado juvenil de baloncesto de Argentina que participó del Campeonato Mundial de Baloncesto Sub-19 de 2011, el cual terminó en la cuarta ubicación del certamen. 

### Siria
Siendo descendiente de inmigrantes sirios en Argentina, Basabe adquirió la ciudadanía de ese país y debutó con el equipo nacional en agosto de 2023 en el Indonesia International Basketball Invitation, un torneo amistoso.  